# Gornji Zvečaj
Gornji Zvečaj – wieś w Chorwacji, w żupanii karlowackiej, w gminie Generalski Stol. W 2011 roku liczyła 187 mieszkańców.